# Eurylaiminae
Gli Eurilaimini (Eurylaiminae) sono una sottofamiglia di uccelli passeriformi.

## Tassonomia
Alla sottofamiglia vengono ascritti i seguenti generi:
sottofamiglia Eurylaiminae
- genere Cymbirhynchus Vigors, 1830 (1 sp.)
- genere Psarisomus Swainson, 1837 (1 sp.)
- genere Serilophus Swainson, 1837 (1 sp.)
- genere Eurylaimus Horsfield, 1821 (2 spp.)
- genere Sarcophanops Sharpe, 1877 (2 spp.)
- genere Corydon Lesson, 1828 (1 spp.)

Gli eurilaimini si dimostrano vicini al beccogrosso verde africano che occupa una sottofamiglia a sé stante (Pseudocalyptomeninae) e ai filepittini malgasci.

## Descrizione
Gli eurilaimini sono tutti uccelli di dimensioni medio-piccole, dall'aspetto massiccio e muniti di becchi molto larghi e leggermente uncinati in punta: la colorazione varia anche molto a seconda della specie, mostrando generalmente parte dorsale e ali più scure e testa e parte ventrale più chiare e in alcuni casi di colore sgargiante (rosso, rosato). Il dimorfismo sessuale è presente nella maggior parte delle specie, ma non molto accentuato.

## Distribuzione e habitat
Tutte le specie ascritte alla sottofamiglie sono diffuse nel Sud-est Asiatico, dove abitano la foresta pluviale dal Bengala alle Filippine e a Giava.